# Camptoplites notoscolophorus
Camptoplites notoscolophorus är en mossdjursart som beskrevs av Liu och Hu 1991. Camptoplites notoscolophorus ingår i släktet Camptoplites och familjen Bugulidae. Inga underarter finns listade i Catalogue of Life.